# Platysepalum ferrugineum
Platysepalum ferrugineum är en ärtväxtart som beskrevs av Paul Hermann Wilhelm Taubert. Platysepalum ferrugineum ingår i släktet Platysepalum och familjen ärtväxter. Inga underarter finns listade i Catalogue of Life.